# Fengur

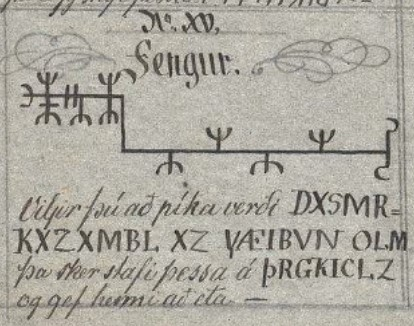
Fengur im Huld-Manuskript von 1860

Der Fengur (isländisch für „Beute“, „Fang“) ist ein isländisches magisches Zeichen, das in einigen Grimoires aus dem 19. Jahrhundert abgebildet und erklärt wird. Er gehört zu den sogenannten Galdrastafir (isländisch Plural von galdrastafur: „Zauberstäbe“, „Zauberzeichen“). Erstmals ist der Fengur im Huld-Manuskript, einem Grimoire von 1860, zu finden. Es handelt sich um ein Fruchtbarkeitssymbol, das angeblich einem Mann helfen soll, ein Mädchen durch ihn zu schwängern. Das Zeichen wird auch noch in weiteren Sammlungen mit magischen Zeichen abgebildet und seine Wirkungsweise erklärt.

## Vorkommen

### Huld-Manuskript 1860
Der erste bekannte historische Nachweis findet sich im Huld-Manuskript. Der Inhalt wurde 1860 von dem isländischen Gelehrten Geir Vigfússon (1813–1880) in Akureyri zusammengestellt. Die Handschrift enthält insgesamt 30 in römischen Zahlen durchnummerierte Symbole. Die Seite 56 zeigt die Abbildung des Vengur unter der Nummer XV.
Unter der Abbildung des Fengur ist die Wirksamkeit des Symbols beschrieben. Die mit Großbuchstaben geschriebenen Wörter sind mittels Vertauschungsmethode verschlüsselt und somit nicht für jedermann entzifferbar. Jeder Großbuchstabe ersetzt nach einer bestimmten Festlegung den richtigen Buchstaben. Beispiele: Æ = ö, B = d, D = b, O = þ, X = a.
Verschlüsselter Satz: „Viljir þú að píka verði DXSMRKXZXMBL XZ YÆIBVN OLM þa sker stafi þessa á ÞRGKICLZ og gef henni að eta.“

Entschlüsselter Satz: „Viljir þú að píka verði barnshafandi af völdum þin þa sker stafi þessa á osthleif og gef henni að eta.“

Übersetzung mit Kursivschreibung der verschlüsselten Wörter:

„Willst du, dass ein Mädchen von dir schwanger wird, dann schneide dieses Zeichen in einen Käselaib ein und gib ihn ihr zu essen.“

### Galdrakver-Manuskript – 1868/69

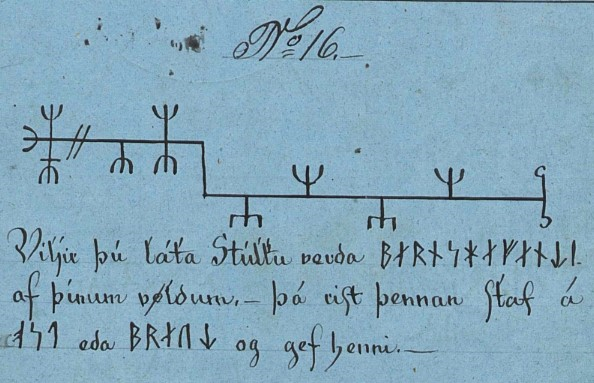
Fengur in Olgeir Geirssons Manuskript – 1868/69

Ein Abbildung und Beschreibung des Fengur ist auch im isländischen Galdrakver-Manuskript („galdrakver“ isländisch „Zauberer“) zu finden, das in den Jahren 1868/69 von Olgeir Geirsson (1842–1880), Geir Vigfússons Sohn, angefertigt wurde. Als Verfassungsort gilt ebenfalls wieder Akureyri.
Dieses Grimoire umfasst 112 Seiten und hat 253 durchnummerierte Abbildungen. Auf den ersten elf Seiten sind in einem Register die Abbildngen aufgelistet. Der Fengur ist auf der Seite 21 mit der Symbolnummer 16 abgebildet. Drei Wörter in der Beschreibung sind mit mittelalterlichen Runen geschrieben. Die Handschrift wurde auf blauem Papier verfasst.
Satz mit Übertragung der Runen und Übersetzung (Runen-Wörter in Übersetzung in Kursivschrift):

„Viljir þú látá Stúlka verða barnshafanti af þinum vøldum, – þa rist thennan staf áll ost eða braut og gef henni.“ – 

„Willst du, dass ein Mädchen durch dich schwanger wird, dann ritze dieses Zeichen in Käse oder Brot und gib es ihr.“

### Galdrakver-Manuskript – 19. Jahrhundert

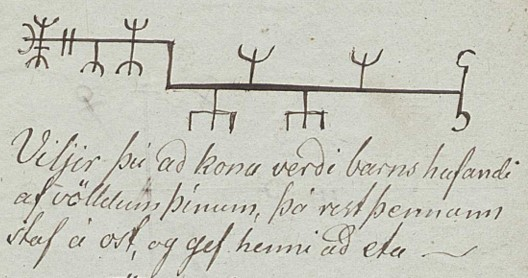
Fengur im Galdrakver-Manuskript, 19. Jahrhundert

Ein weiteres isländisches Galdrakver-Manuskript mit gleichem Namen zeigt ebenfalls eine Abbildung des Fengur. Die Handschrift wurde von drei unbekannten Schreibern mit im 19. Jahrhundert verfasst; eine genauere Datierung ist jedoch nicht ermittelbar. Der genaue Verfassungsort ist unbekannt. Jedoch ist ebenfalls sicher, dass dieses Galdrakver-Manuskript in der Gegend des Eyjafjörður verfasst wurde, wobei Akureyri – der Abfassungsort des Huld-Manuskripts – direkt am Beginn dieses Fjords liegt.
Das Galdrakver-Manuskript der unbekannten Verfasser umfasst 62 beschriebene Seiten, die ohne Angaben von Seitenzahlen sind. Der Fengur ist auf der 37. beschrifteten Seite.
Beschreibung des Fengur – Satz mit Übersetzung:

„Viljir þú að konu verði barnshafandi af völldum þinum þa rest þennam staf á ost og gef henni að eta.“

„Willst du, dass eine Frau von dir schwanger wird, dann ritze dieses Zeichen in Käse und gib ihn ihr zu essen.“

### Galdrastafir-Manuskript I – vor 1915

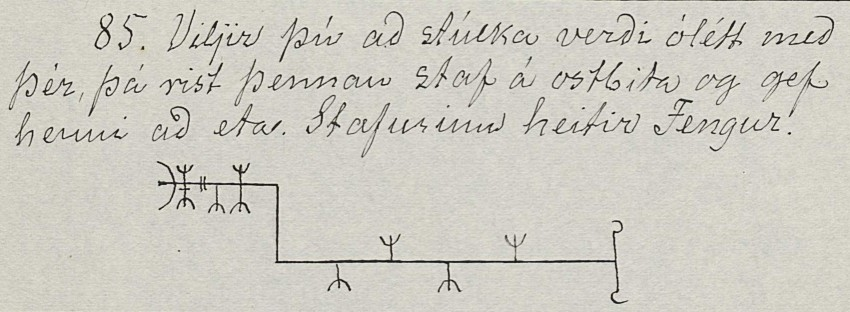
Fengur im Galdrastafir-Manuskript I von Jónas Jónasson

Von dem isländischen Pfarrer und Schriftsteller Jónas Jónasson (1856–1918) sind vier Manuskripte, die er jeweils mit „Galdastrafir“ bezeichnet, mit den isländischen magischen Zeichen erhalten. Die Abbildungen sind über die vier Manuskripte hinweg bis 430 durchnummeriert. Zwei weitere Manuskripte enthalten ausschließlich Erklärungen zu den in den ersten vier Handschriften bildlich dargestellten Zeichen. Im ersten Galdrastafir-Manuskript sind auf 36 beschriebenen Seiten (Rückseiten sind alle unbeschriftet) 179 magische Symbole abgebildet und erklärt. Unter Nummer 85 ist der Fengur aufgeführt.
Beschreibung des Fengur – Satz mit Übersetzung:

„Viljír þú að stúlka ólétt méð þér, þá rist þennan staf á ostbita og gef henni að eta. Stafusinn heitir Fengur.“

„Willst du, dass ein Mädchen von dir schwanger wird, dann ritze dieses Zeichen in ein Stück Käse und gib es ihr zu essen. Das Zeichen heißt Fengur.“